# Monastir (Rússia)
|  | Per a altres significats, vegeu «Monastir». |

Monastir (en rus: Монастырь) és un poble del krai de Perm, a Rússia, que pertany al raion de Gaini. El 2010 tenia tres habitants.